# Sagersches Haus

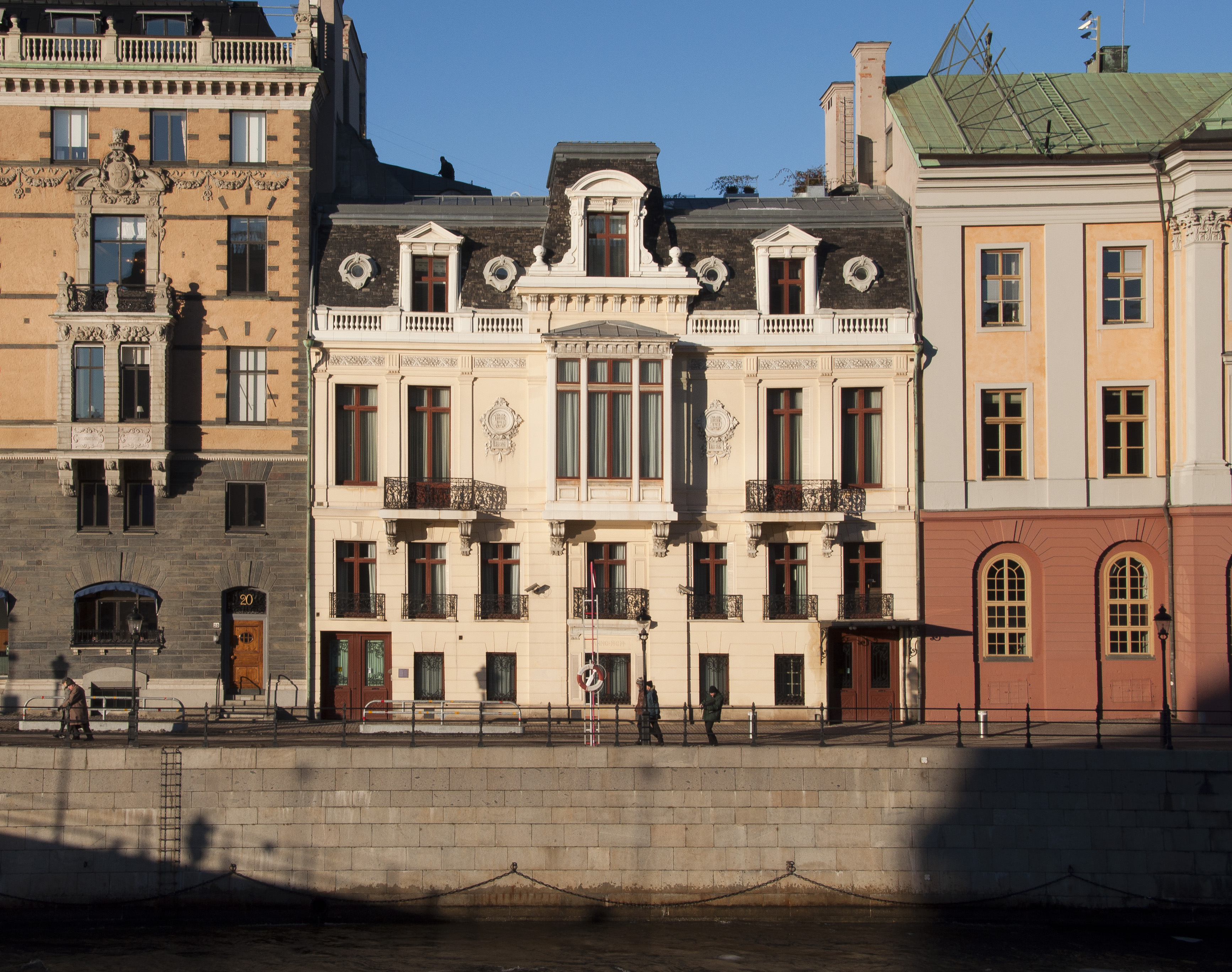
Sagersches Haus

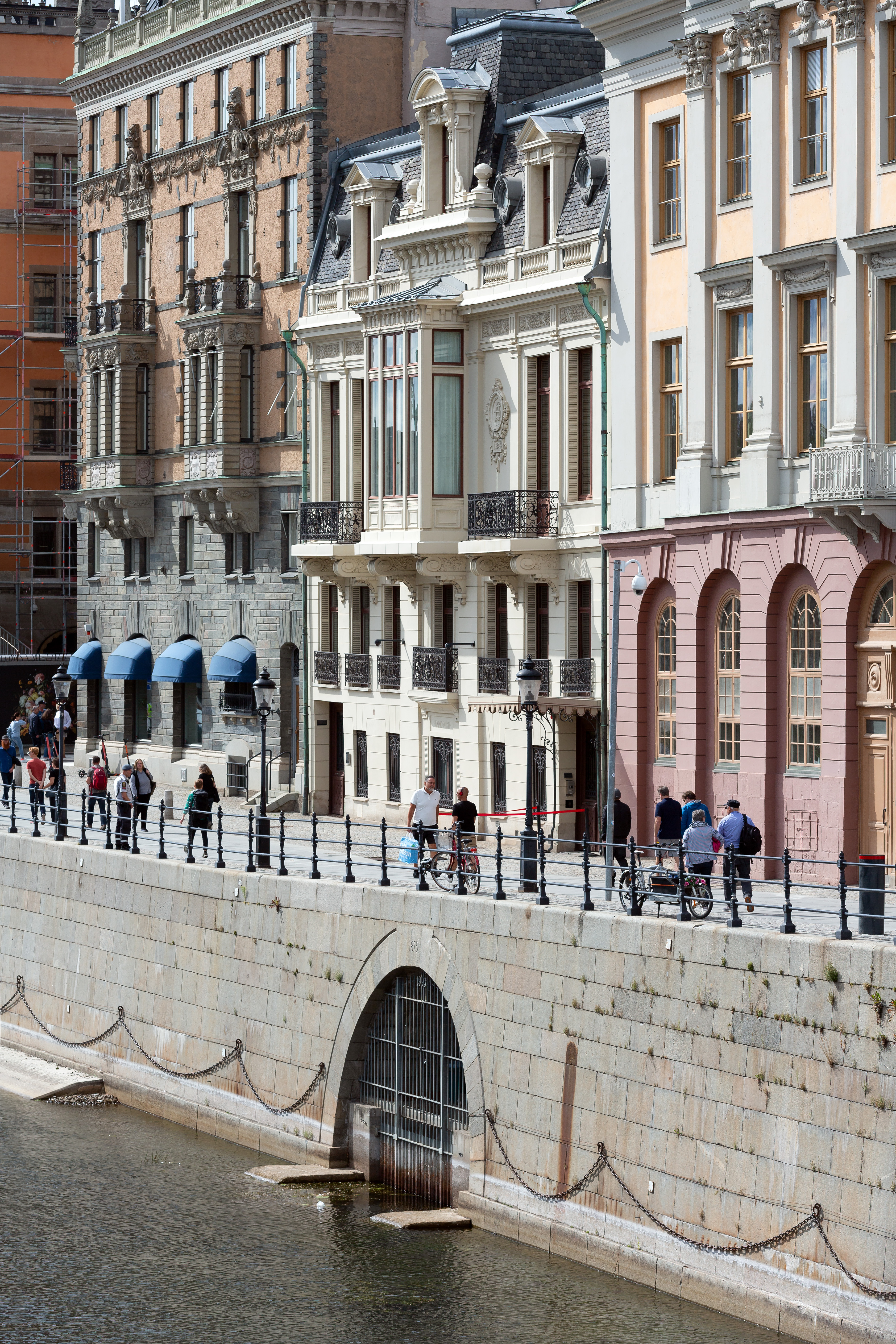
Das Sagersche Haus an der Strömgatan

Das Sagersche Haus (oder Sagersches Palais) liegt in der Strömgatan 18, am Ufer des Norrström im Stockholmer Stadtteil Norrmalm und ist seit 1995 die Dienstwohnung des schwedischen Ministerpräsidenten. Göran Persson war der erste Benutzer der Dienstwohnung.

## Geschichte
Eine Bebauung auf dem Grundstück ist seit den vierziger Jahren des 17. Jahrhunderts bekannt. Nachdem die Brüder Sager das Haus 1880 erworben hatten, ließen sie 1893 eine repräsentative Etage aufbauen. Dabei erhielt das Gebäude die Prägung im französischen Rokokostil, die es heute noch hat. Das Haus befand sich bis 1986 im Eigentum der Familie Sager und wurde zwei Jahre später durch den schwedischen Staat erworben. Der Bau wurde umfassend saniert und hat heute den Status eines Baudenkmals. 

## Umgebung
In unmittelbarer Nähe befinden sich weitere kulturhistorisch und architektonisch bedeutsame Gebäude: der schwedische Reichstag (Riksdagshuset) und das Königliche Stockholmer Schloss, Amtssitz des schwedischen Königs Carl XVI. Gustaf, mit denen das Sagersche Haus über die beiden Brücken Norrbro und Riksbron verbunden ist, sowie in derselben Straße westlich Rosenbad, der schwedische Regierungssitz, und östlich das ehemalige Erbfürstenpalais (Arvfurstens palats), heutiges Außenministerium, und die Königlich Schwedische Nationaloper.